# T. H. White
Terence Hanbury White, noto semplicemente come T. H. White (Bombay, 29 maggio 1906 – Atene, 17 gennaio 1964), è stato uno scrittore britannico, noto soprattutto per la serie di romanzi Re in eterno (The Once and Future King), che rappresenta una delle più influenti opere moderne sul mito di re Artù.

## Biografia
Nel 1928 si laureò in Inglese al Queens' College dell'Università di Cambridge e per qualche tempo insegnò a Stowe (Buckinghamshire), per poi diventare scrittore a tempo pieno. Amava la caccia e la pesca, era un falconiere e un naturalista.
La sua opera più nota, Re in eterno, è una raccolta di romanzi che reinterpretano la leggenda di Re Artù, principalmente sulla base di Le Morte d'Arthur di Thomas Malory. Ai romanzi di White si devono alcuni degli elementi della leggenda di Artù così com'essa è nota al grande pubblico odierno; dal primo romanzo della serie, in particolare, deriva l'episodio della spada conficcata nella roccia che solo Artù riesce a estrarre. Il romanzo si intitola La spada nella roccia (The Sword in the Stone) e ne fu tratto un omonimo film Disney. Dal ciclo nel suo insieme fu tratto un musical di Broadway, dal titolo Camelot.
White scrisse numerosi altri libri. Mistress Masham's Repose è un libro per bambini in cui una ragazzina incontra un gruppo di lillipuziani (i personaggi immaginari inventati da Jonathan Swift ne I viaggi di Gulliver). Altre opere includono The Master, The Goshawk, The Godstone and the Blackymor, England Have My Bones, The Age of Scandal e The Scandalmonger.
Morì in viaggio, a bordo di una nave ancorata al Pireo di Atene. Il corpo venne sepolto presso il Primo cimitero di Atene.

## Opere
Per ogni testo si indica la prima edizione nell'originale inglese e la prima traduzione in lingua italiana. Le serie di romanzi interconnessi sono elencate cronologicamente, in base alla data di pubblicazione del primo episodio di ogni ciclo.

### Earth Stopped
1. Earth Stopped: or Mr. Marx's Sporting Tour, Collins, 1934.
2. Gone to Ground, Collins, 1935.

A questa dilogia si collega una raccolta di racconti composta integralmente di materiali estratti dai due romanzi:
- The Maharajah and Other Stories, MacDonald & Co., 1981.

### Re in eterno
La serie adatta in prosa moderna il romanzo medievale La morte di Artù di Thomas Malory ed era stata originariamente concepita da White come ciclo di romanzi per l'infanzia, la cui pubblicazione rimase però interrotta al terzo volume; di tale redazione, solo il primo romanzo è stato tradotto in italiano:
1. La spada nella roccia (The Sword in the Stone), Collins, 1938. Traduzione di Renato Prinzhofer, Corticelli 33, Mursia, 1964.
2. The Witch in the Wood, G. P Putnam's Sons, 1940.
3. The Ill-Made Knight, G. P Putnam's Sons, 1941.

Quasi vent'anni dopo, l'autore riscrisse pesantemente i tre romanzi (in particolare accorciando e rintitolando il secondo) per trasformarli in opere per pubblico adulto, e completò la serie con un quarto tomo; egli in effetti ne aveva composto anche un quinto che dovette tagliare per disposizioni editoriali, ma tale episodio conclusivo è stato riscoperto e ripristinato postumo, restituendo alla serie la fisionomia di pentalogia:
1. La spada nella roccia (The Sword in the Stone), nell'omnibus The Once and Future King, Collins, 1958.
2. La regina dell'aria e delle tenebre (The Queen of Air and Darkness), nell'omnibus The Once and Future King, Collins, 1958.
3. Il Cavaliere Malfatto (The Ill-Made Knight), nell'omnibus The Once and Future King, Collins, 1958.
4. La candela nel vento (The Candle in the Wind), composto attorno al 1940 ma prima edizione nell'omnibus The Once and Future King, Collins, 1958.
5. Il libro di Merlino (The Book of Merlyn), University of Texas Press, 1977.

Per disposizione dell'autore, la serie revisionata è sempre stata pubblicata riunita nel volume unico The Once and Future King (Collins, 1958), edito per la prima volta in italiano come Re in eterno (traduzione di Maria Benedetta De Castiglione e Antonio Ghirardelli, Oscar Fantasy 5, Arnoldo Mondadori Editore, 1989); il quinto romanzo postumo è stato riunito agli altri a partire dall'edizione The Once and Future King (HarperCollins, 1996), edita in italiano come Il re che fu, il re che sarà (tradizione di Maria Benedetta De Castiglione, Antonio Ghirardelli e Maria Grazia Bosetti, Oscar draghi, Arnoldo Mondadori Editore, 2021).

### Universo dei Viaggi di Gulliver
In un suo romanzo White fa esplicitamente apparire i lillipuziani, uno dei popoli immaginari creati dall'autore seicentesco Jonathan Swift nel suo romanzo satirico I viaggi di Gulliver:
- Maria si ribella poi Ultima Lilliput (Mistress Masham's Repose), G. P. Putnam's Sons, 1946. Traduzione di Mario Monti, L'Elefante 1, Longanesi & C., 1947.

### Romanzi autoconclusivi
- Dead Mr. Nixon, Cassell & Company, 1931. Collaborazione con R. McNair Scott.
- Darkness at Pemberley, Victor Gollancz, 1932.
- First Lesson, Chatto & Windus, 1932. Con lo pseudonimo di James Aston.
- They Winter Abroad, Chatto & Windus, 1932. Con lo pseudonimo di James Aston.
- Farewell, Victoria, Collins, 1933.
- The Elephant and the Kangaroo, G. P. Putnam's Sons, 1947.
- The Master: An Adventure Story, G. P. Putnam's Sons, 1957.

### Memorie
- England Have My Bones, 1936.
- L’astore (The Goshawk), 1951. Traduzione di Giovanni Ferrara degli Uberti, Fabula 311, Adelphi, 2016.

### Saggistica
- The Age of Scandal, 1950.

### Traduzioni
- The Bestiary: A Book of Beasts, 1954. Traduzione in Inglese moderno di un bestiario redatto in Latino medievale.